# 옥종중학교
옥종중학교(玉宗中學校)는 대한민국 경상남도 하동군 옥종면 청룡리에 있는 공립 중학교이다.

## 학교 연혁
- 1948년 9월 1일 : 고등공민학교 창설
- 1948년 9월 13일 : 옥종고등공민학교 설립인가 (1학급 모집)
- 1953년 4월 6일 : 옥종중학교 교명 변경
- 1953년 4월 25일 : 개교
- 1984년 2월 20일 : 학칙변경 인가 학급(18학급)
- 2007년 11월 26일 : 원격화상 영어교육 도지정
- 2008년 6월 25일 : 교육과학기술부 지정 평생교육 도지정 자율시범학교 운영
- 2009년 3월 1일 : 학칙변경 인가 학급(4학급) 특수학급
- 2023년 1월 4일 : 제70회 20명 졸업(총 9,625명)
- 2023년 3월 1일 : 제22대 박경자 교장 취임
- 2023년 3월 2일 : 신입생 입학식(입학생 23명 남 18명, 여 5명)

## 참고 자료
- 옥종중학교 - 한국교육학술정보원 학교알리미